# Post Swiss Team
El Post Swiss Team fue un equipo ciclista suizo de ciclismo en ruta que compitió de 1996 a 2001.

## Principales resultados
- Melbourne to Warrnambool Classic: Daniel Schnider (1998)
- Milán-Turín: Niki Aebersold (1998)
- Viena-Rabenstein-Gresten-Viena: Niki Aebersold (1998)
- Tour de Berna: Markus Zberg (1998)
- Tour del lago Léman: Bruno Boscardin (2001), Steve Zampieri (2001)

### A las grandes vueltas
- Giro de Italia
  - 0 participaciones

- Tour de Francia
  - 0 participaciones

- Vuelta a España
  - 1 participaciones ((1998))
  - 2 victorias de etapa:
    - 2 al 1998: Markus Zberg (2)

  - 0 clasificaciones finales:
  - 0 clasificaciones secundarias:

## Clasificaciones UCI
La siguiente clasificación establece la posición del equipo al finalizar la temporada.
| Temporada | Clasificación por equipos | Mejor ciclista en la clasificación individual |
| --------- | ------------------------- | --------------------------------------------- |
| 1996      | 30.º                      | Armen Meier (69.º)                            |
| 1997      | 32.º                      | Roland Meier (83.º)                           |
| 1998      | 21º                       | Markus Zberg (27º)                            |
| 1999      | 13º (GSII)                | Sven Montgomery (193º)                        |
| 2000      | 18º (GSII)                | Marcel Strauss (214.º)                        |
| 2001      | 25.º (GSII)               | Martin Elmiger (331.º)                        |